# Escudo del Vichada
El Escudo del Vichada es el principal emblema y uno de los símbolos oficiales del departamento colombiano del Vichada.

## Blasonado
Escudo de forma española, formado por un campo terciado en palos, delimitados por franjas azules más delgadas de las cuales se desprende una horizontal ubicada en el jefe. La franja ubicada en el flanco derecho es de fondo color verde y en ella se destaca un arbusto de algodón; la franja central es de color blanco, y en ella se destaca una palma de moriche, árbol simbólico del Vichada; la franja del flanco izquierdo es de fondo color amarillo y en ella destaca la cabeza de un vacuno. Sobre la franja de horizontal y a manera de corona, un sol naciente; en la base de éste, se encuentra una cadena montañosa. Como soporte del escudo a la diestra se encuentra un tigre y a la siniestra una garza blanca. En la base del escudo y sobre una banda dorada la leyenda “VICHADA” y bajo esta en la misma cinta, la frase “TIERRA DE HOMBRES PARA HOMBRES SIN TIERRA”.

## Diseño y significado de los elementos
El escudo consta de un campo terciado en franjas, tres de ellas verticales ubicadas en la parte inferior y una última horizontal en la parte superior, de la cual se desprenden otras dos que sirven de división para las inferiores. En dichos campos se sitúan los siguientes elementos:
- La franja horizontal, de color azul, representa al río Orinoco el cual divide a las repúblicas de Colombia y Venezuela, frontera sobre la cual se posa el departamento. Las pequeñas franjas que dividen a las demás y que se desprenden de esta representan a los ríos Meta y Guaviare, que forman las fronteras norte y sur del departamento.

- El campo derecho, de color verde esmeralda, representa el territorio selvático. En él se destaca un arbusto de algodón, eje de la economía agrícola de la margen del río Meta.

- El campo central, de color blanco, simboliza la pureza, lealtad y paz, y en ella se destaca una palma de Moriche, árbol simbólico del Vichada.

- El campo izquierdo, de color amarillo, representa la sabana llanera del departamento y en el destaca la cabeza de un vacuno que simboliza la base de la economía.

El timbre del escudo lo conforma un sol naciente, como símbolo de que el Vichada se ubica en la margen más oriental de Colombia; en la base de éste, se sitúa una cadena montañosa que simboliza los cerros del escudo Guayanés, el cual se erige como el natural coloso vigilante de la soberanía nacional en esta esquina del país. 
Como soportes del escudo se encuentran un tigre en el flanco derecho y una garza blanca en el flanco izquierdo, que representan respectivamente la fauna de la selva y del llano, regiones naturales en las cuales se encuentra dividido el territorio del Vichada.
En la base del escudo y sobre una banda dorada la leyenda “Vichada” y bajo esta en la misma cinta, la frase “Tierra de hombres, para hombres sin tierra”.